# Natalija Melikjan

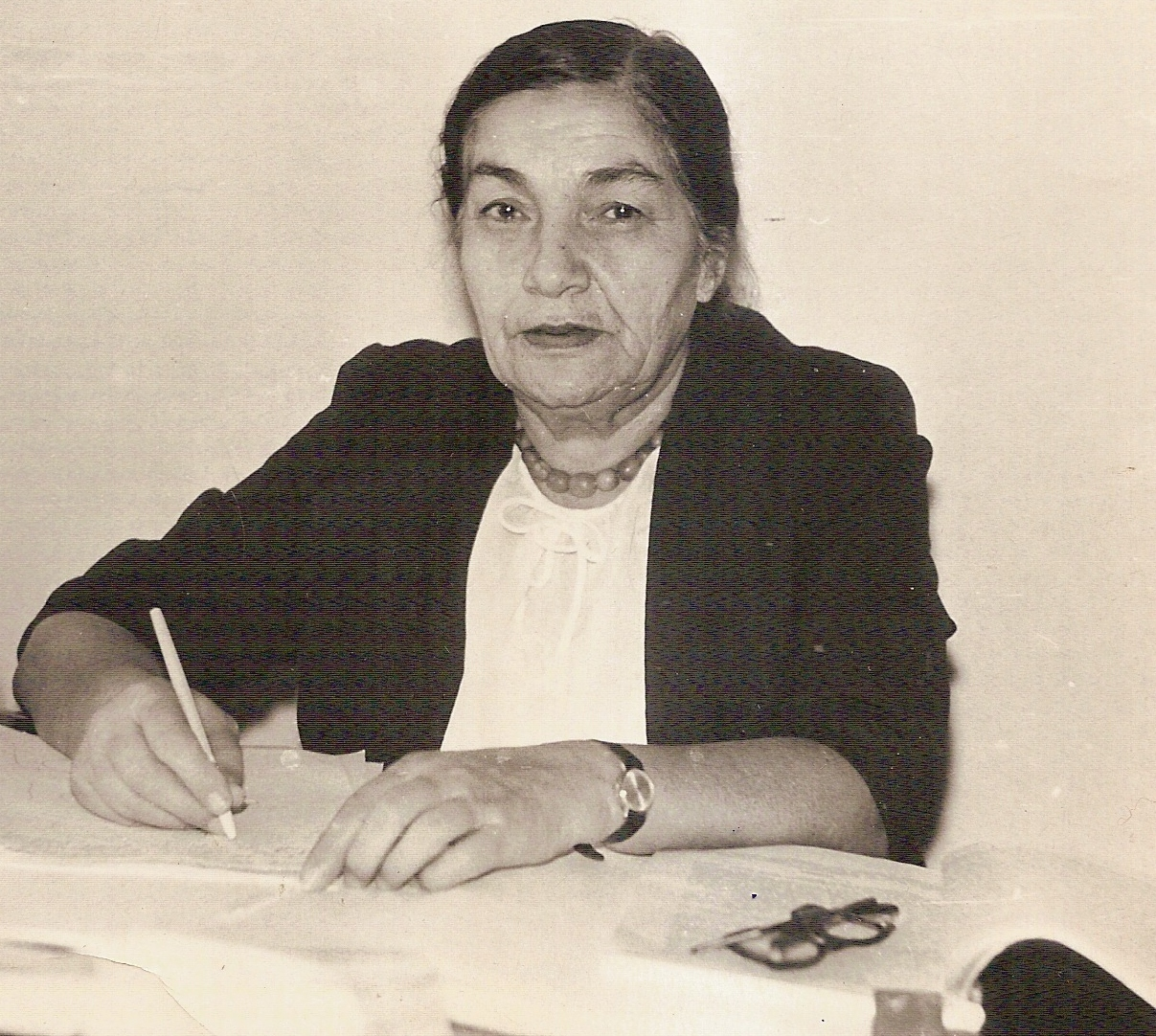
Natalija Melikjan

Natalija Melikowna Melikjan (armenisch Նատալյա Մելիքի Մելիքյան, russisch Наталия Меликовна Меликян; * 7. Maijul. / 20. Mai 1906greg.  im Dorf Murschudali, Gouvernement Eriwan; † 25. Juli 1989 in Jerewan) war eine sowjetische Pflanzenphysiologin armenischer Herkunft.

## Leben
Melikjan besuchte zwei Jahre lang die Grundschule in Iğdır. Die Familie entkam dem Völkermord an den Armeniern und kam 1918 als Flüchtlinge nach Jerewan. Nach dem Abschluss an der Alexander-Mjasnikow-Schule 1926 arbeitete sie als Grundschullehrerin im Rajon Hrasdan. Ab 1928 studierte sie an der Staatlichen Universität Jerewan in der Pädagogik-Fakultät mit Abschluss 1931.
Darauf begann Melikjan die Aspirantur an der Universität Moskau am Lehrstuhl für Pflanzenanatomie und -physiologie der Biologie-Fakultät. Nach dem Abschluss der Aspirantur blieb sie dort und wurde 1933 wissenschaftliche Mitarbeiterin Dmitri Sabinins am Lehrstuhl für Pflanzenphysiologie.
Nach der Rückkehr nach Jerewan wurde Melikjan 1934 in der Universität Jerewan Assistentin Akim Bedeljans am Lehrstuhl für Pflanzenanatomie und -physiologie der neuen Biologie-Fakultät, um dann das Laboratorium zu leiten. Sie verteidigte 1939 an der Universität Leningrad ihre von Sergei Lwow (Lehrstuhl für Pflanzenphysiologie) betreute Dissertation über armenisches Kudrjasch-Leinöl mit Erfolg für die Promotion zur Kandidatin der biologischen Wissenschaften. Die Ernennung zur Dozentin folgte 1940. Ihr Forschungsschwerpunkt waren die armenischen wilden Ölpflanzen im Hinblick auf industrielle Anwendungen. Im Deutschen Angriffskrieg gegen die Sowjetunion starb ihr Mann Barseg Grigorjewitsch Muradjan 1942 bei Kertsch.
Zusammen mit dem aus Moskau gekommenen Pflanzenphysiologen Michail Tschailachjan begann Melikjan die Lignin-Anreicherung und die anatomischen Charakteristika der Pflanzen-Sprossachse zu untersuchen. Die Monografie mit den Ergebnissen der Untersuchungen der strukturellen Veränderungen und der Lignin-Anreicherung in Pflanzen im Zusammenhang mit den Umweltbedingungen erschien 1959. Ihre fortgeführten Untersuchungen fasste sie in ihrer Doktor-Dissertation zusammen, die sie 1964 mit Erfolg für die Promotion zur Doktorin der biologischen Wissenschaften verteidigte. Die Ernennung zur Professorin erfolgte 1966.
Den Lehrstuhl für Pflanzenanatomie und -physiologie der Universität Jerewan leitete Melikjan von 1962 bis 1977, worauf sie dann beratende Professorin des Lehrstuhls war. Von 1962 bis 1982 war sie am Lehrstuhl auch wissenschaftliche Leiterin  für den Forschungsbereich der anatomischen, physiologischen und biochemischen Besonderheiten der Pflanzenknollenbildung.
Der Geologe Wiul Barsegowitsch Muradjan (1932–1986) und die Biologin Nelli Barsegowna Muradjan (1942–2015) waren Melikjans Kinder.

## Ehrungen, Preise
- Ehrenzeichen der Sowjetunion (1953)
- Verdiente Wissenschaftlerin der Armenischen SSR (1967)[1]
- Jubiläumsmedaille „Zum Gedenken an den 100. Geburtstag von Wladimir Iljitsch Lenin“
- Medaille „30. Jahrestag des Sieges im Großen Vaterländischen Krieg 1941–1945“
- Medaille „Veteran der Arbeit“